# Knud Bille Schack
Knud Bille greve Schack (28. oktober 1773 på Giesegård – 18. november 1821 i Karlsruhe) var en dansk godsejer.
Han var søn af grev Frederik Christian Schack og Ide Skeel Bille og arvede 1790 fideikommisset Giesegård (1790) og siden Gram, Nybøl og Perdöl (1806-15). Han blev 1792 kornet à la suite i Livgarden til Hest, 1793 sekondløjtnant à la suite, 1802 karakteriseret premierløjtnant, 1806 ritmester ved Husarregimentet og blev afskediget 1810. 1812 blev Schack kammerherre.
Knud Bille Schack døde ugift, og stamhuset gik over til slægten Brockenhuus.